# Sweyn I di Danimarca
Sweyn I Barbaforcuta (in danese Svend Tveskæg, in inglese Sweyn Forkbeard, e in antico norvegese Sveinn Tjúguskegg; Danimarca, 17 aprile 963 – Gainsborough, 3 febbraio 1014) è stato re di Danimarca, Inghilterra e di gran parte della Norvegia.
Condottiero vichingo e padre di Canuto il Grande, succedette a suo padre Harold Dente Azzurro sul trono danese alla fine del 986 o all'inizio del 987. Attorno al 1000 acquistò il controllo di gran parte della Norvegia e attorno al 1013 divenne sovrano d'Inghilterra, dando vita per un breve periodo a un dominio danese del Mare del Nord. Gli storici gli attribuiscono la fondazione dell'impero fattuale del Mare del Nord: questo titolo "imperiale" costituisce tuttavia una convenzione storiografica ed egli non portò mai un titolo imperiale.

## Biografia
Sweyn I fu uno dei primi sovrani di Danimarca a coniare delle monete, recanti l'iscrizione Zven, Rex ad Dener ovvero Sweyn re dei Danesi. Suo padre, Harald, fu il primo sovrano scandinavo ad accettare ufficialmente il Cristianesimo, facendosi battezzare al 937. Lo storico dell'XI secolo Adamo di Brema scrive Sweyn fu battezzato col nome di Ottone in onore del primo imperatore dei Romani Ottone I, a cui avrebbe pagato un tributo. Tuttavia nei documenti ufficiali Sweyn non usa mai il suo nome cristiano.
Molti altri dettagli sulla sua vita sono controversi. Esiste ancora una disputa tra gli studiosi sul grado di veridicità delle testimonianze storiche su questo sovrano come la Gesta Hammaburgensis Ecclesiæ Pontificum dell'autore di XII secolo Adamo di Brema o l'Heimskringla del cronachista islandese di XIII secolo Snorri Sturluson, che spesso sono tra di loro contraddittorie.
Resoconti contraddittori su Sweyn si trovano anche nellʾEncomium Emmae (XI secolo) in onore della regina di Normandia come anche nell'opera di Giovanni di Worcester (XI secolo).

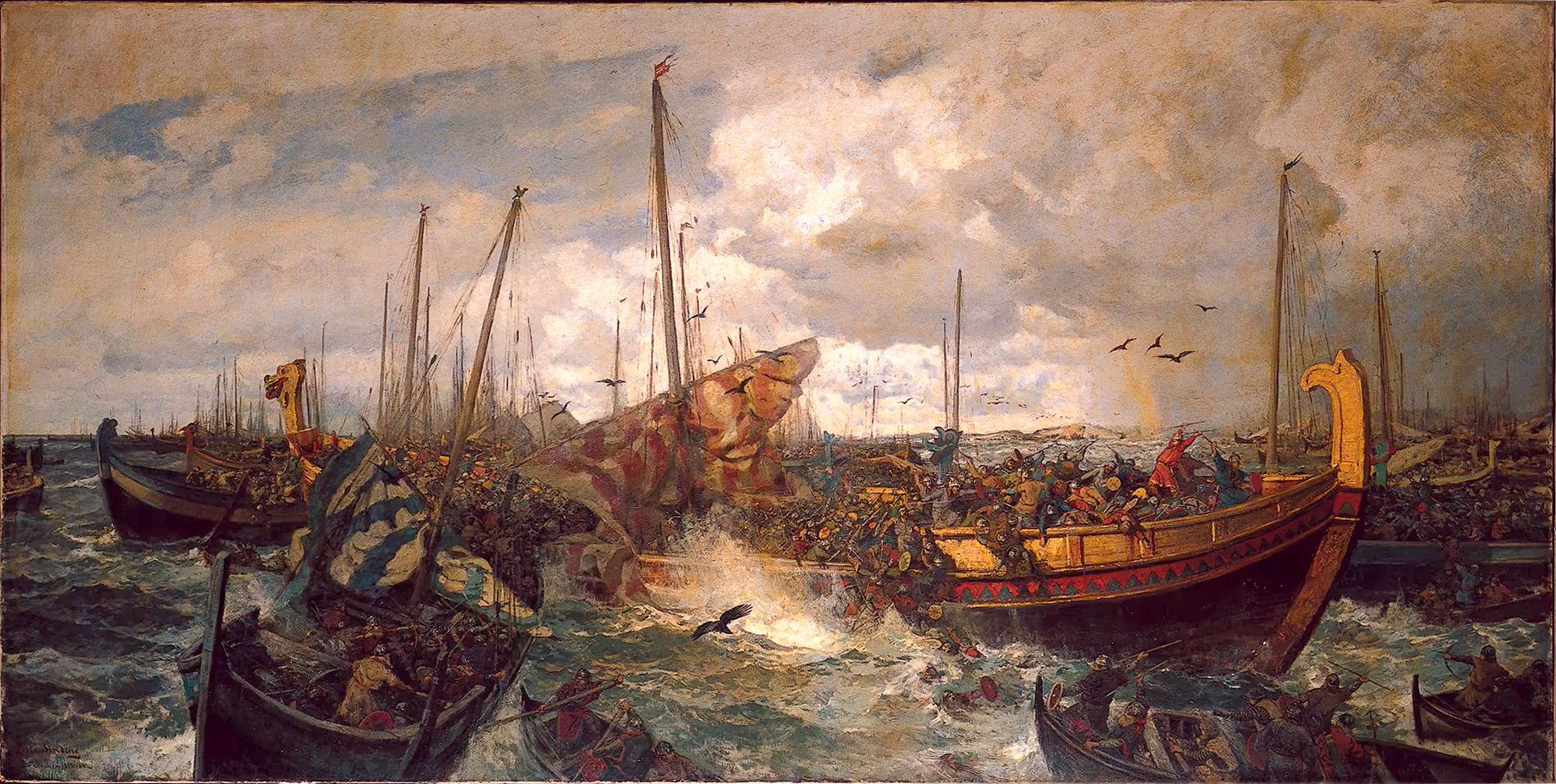
La battaglia di Svolder secondo Ottone Sinding (1842-1909).

Alcuni storici, tra cui Lauritz Weibull, ritengono che anche la moglie di Sweyn di cui parlano le saghe, Sigrid la Superba sia del tutto fittizia. C'è chi invece ritiene che questa figura vada identificata con Gunhildr di Venedia. In alcune antiche saghe nordiche come la Saga dei vichinghi di Jomsborg si afferma che Sweyn fosse un figlio illegittimo di Harald rapito da Palnatoke e dai suoi vichinghi di Jomsborg. Sweyn è anche raffigurato come un ribelle che organizzò una sommossa contro suo padre nel 987, costringendo suo padre a fuggire dal paese e a trovare asilo nello Wendland, nell'odierna Germania.

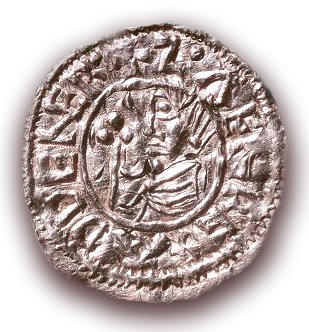
Una moneta di Sweyn con la scritta in latino ZVEN REX DAENOR, cioè "Sweyn, re dei Danesi"

Molti aspetti negativi della sua figura sono attribuibili alla cronaca di Adamo di Brema, che per molti studiosi non guarda con occhio benevolo a Sweyn e alla Scandinavia. Adamo accusa Sweyn di essere un ribelle pagano che scacciò il padre, perseguitò i Cristiani ed esiliò dalla Scania e dalla Zelanda i vescovi germanici. Sempre secondo Adamo fu infine punito giustamente dagli alleati germanici del padre e deposto in favore Erik il Vittorioso di Svezia, che Adamo afferma abbia regnato sulla Danimarca fino alla sua morte (994 o 995).
Tuttavia gli storici hanno di solito ravvisato diversi problemi in questa narrazione, come il fatto che Sweyn fu esiliato in Scozia per 14 e più anni e che durante questo periodo condusse dei raid in Inghilterra. Costruì inoltre chiese in Danimarca, come a Lund e a Roskilde. Il nonno di Sweyn, Gorm il Vecchio, padre di Harald Dente blu è il sovrano che ha fondato una monarchia centralizzata in Danimarca. Eppure simili fondamenta non furono sufficienti quando Sweyn dovette contendere il trono di Danimarca al sovrano svedese Erik il Vittorioso. Dopo aver perso il confronto egli si dedicò alle scorrerie in territorio inglese dal 991 al 995, combattendo come uno tra i tanti leader di razziatori in cerca di fortuna e ricchezza. Nel 994 venne assoldato da Aethelred II come mercenario.

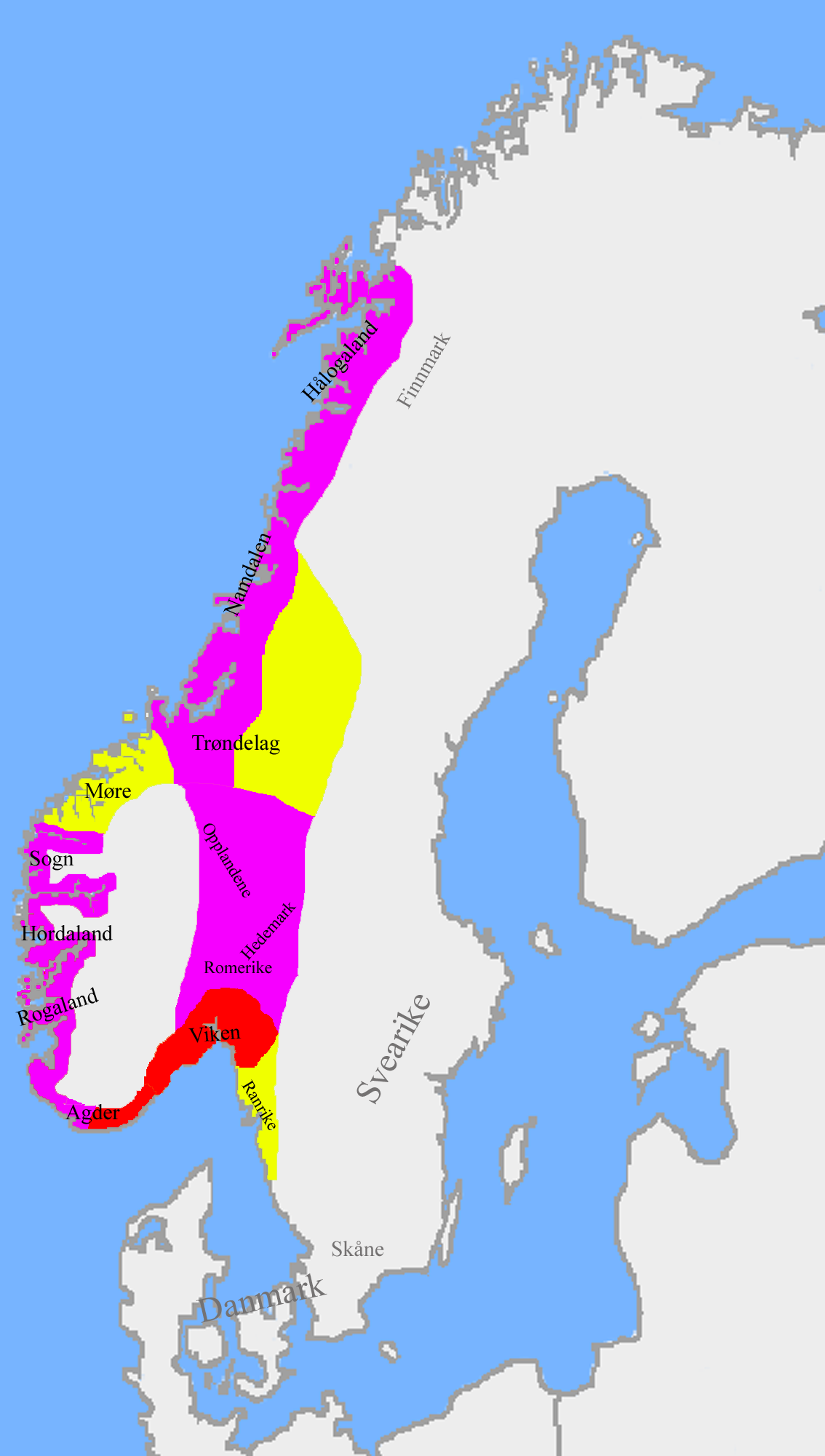
La suddivisione della Norvegia dopo la battaglia di Svolder secondo lʾHeimskringla: Eiríkr Hákonarson regnò sull'area indicata in rosso porpora come feudatario di Sweyn. L'area indicata in giallo fu invece sotto il controllo del fratellastro Sveinn Hákonarson come feudatario di Olof Skötkonung re di Svezia. L'area in rosso fu invece sotto il controllo diretto dei Danesi di Sweyn.

 Alla morte di Eric il Vittorioso nel 995 l'autorità di Sweyn in Danimarca crebbe. Nello stesso anno egli diede vita a un feudo in Norvegia sotto l'egida di Olav Tryggvason di Norvegia. Con l'aiuto del re svedese Olof il Tesoriere e di quello norvegese Eiríkr Hákonarson conte di Lade, sconfisse Olav nella battaglia di Svolder nell'anno 1000. Dopo la morte Olav in battaglia Sweyn condivise il regno con i suoi alleati, estendendo il dominio danese su gran parte della Norvegia e scegliendo Eiríkr Hákonarson come suo vassallo. Molti studiosi sono concordi nell'affermare che Sweyn fece uso di forze combinate di danesi e norvegesi per la sua invasione dell'Inghilterra.

### Sovrano d'Inghilterra
Secondo le cronache di Giovanni di Wallingford, Sweyn fu coinvolto in scorrerie contro l'Inghilterra per molti anni dopo il 1000, come ritorsione per il massacro del giorno di san Brizio degli abitanti danesi dell'Inghilterra, perpetrato il 13 novembre del 1002 festa di San Brizio di Tours. Si crede che Sweyn avesse anche un coinvolgimento personale in questi raid, avendo perso sua sorella Grunilde nel massacro. Secondo gli storici quel massacro fu una sorta di pulizia etnica degli abitanti danesi del regno d'Inghilterra, voluta dal re anglosassone Ethelred l'Irresoluto. In realtà altri studiosi sottolineano il fatto che il massacro fu un mero pretesto e che i raid fossero dettati dal bisogno di Sweyn di denaro, dopo essere stato costretto a pagare un esoso riscatto. Così riuscì a ottenere una grande ricchezza riscuotendo numerosi Danegeld (riscatti pagati dagli abitanti delle regioni vittime dei raid delle popolazioni nordiche con lo scopo di scongiurare nuovi assalti) e nel 1013 guidò personalmente le forze scandinave verso l'Inghilterra, riuscendo nello stesso anno a conquistare Londra.

## Soprannome

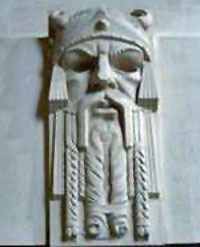
Immagine di Sweyn da un elemento architettonico nella Swansea Guildhall, Swansea, Galles.

Il soprannome Barbaforcuta, che probabilmente usò durante la sua vita, diversamente da molti soprannomi reali deriva dall'abitudine di dividere la barba al centro. Cosa molto di moda in quei tempi, soprattutto in Inghilterra, dove Sweyn potrebbe aver ripreso l'idea. Questo tipo di acconciatura è forse ravvisabile nell'Arazzo di Bayeux.

## La famiglia
La figura della, o delle mogli, di Sweyn rimane avvolta nell'ombra tradizionalmente gli si attribuiscono due mogli:
Gunhild di Venedia da cui ebbe:
- Harald II di Danimarca;

Sigrid la Superba la cui autenticità storica è tuttavia messa in dubbio da alcuni storici secondo la tradizione da lei ebbe:
- Canuto II di Danimarca;
- Gytha;
- Gunnhild;
- Santslaue;
- Thyra;
- Estrid Svendsdatter;
- figlia dal nome sconosciuto.

## Ascendenza
L'ascendenza prima di Harthacnut di Danimarca è menzionata solo in fonti con problemi di affidabilità e con ricostruzioni divergenti. Anche l'identificazione della madre con Gyrid Olafsdottir, detta Gunnhild, è dubbia e non è possibile escludere che Sweyn I fosse figlio della seconda moglie di Aroldo I, Tova degli Obodriti.
|                        |                     |                         | Genitori |  |  | Nonni |  |  | Bisnonni                |  |  | Trisnonni                     |  |
|                        |                     |                         |          |  |  |       |  |  | Harthacnut di Danimarca |  |  | Sigurd Serpente nell'Occhio ? |  |
|                        |                     |                         |          |  |  |       |  |  | Harthacnut di Danimarca |  |  | Sigurd Serpente nell'Occhio ? |  |
|                        |                     | Blaeja di Northumbria ? |          |  |  |       |  |  | Harthacnut di Danimarca |  |  |                               |  |
| Gorm il Vecchio        |                     |                         |          |  |  |       |  |  | Harthacnut di Danimarca |  |  |                               |  |
|                        |                     | …                       | …        |  |  |       |  |  |                         |  |  |                               |  |
|                        |                     | …                       | …        |  |  |       |  |  |                         |  |  |                               |  |
|                        |                     | …                       | …        |  |  |       |  |  |                         |  |  |                               |  |
| Aroldo I di Danimarca  |                     | …                       |          |  |  |       |  |  |                         |  |  |                               |  |
|                        |                     | …                       | …        |  |  |       |  |  |                         |  |  |                               |  |
|                        |                     | …                       | …        |  |  |       |  |  |                         |  |  |                               |  |
|                        |                     | …                       | …        |  |  |       |  |  |                         |  |  |                               |  |
| Thyra                  |                     | …                       |          |  |  |       |  |  |                         |  |  |                               |  |
|                        |                     | …                       | …        |  |  |       |  |  |                         |  |  |                               |  |
|                        |                     | …                       | …        |  |  |       |  |  |                         |  |  |                               |  |
|                        |                     | …                       | …        |  |  |       |  |  |                         |  |  |                               |  |
| Sweyn I di Danimarca   |                     | …                       |          |  |  |       |  |  |                         |  |  |                               |  |
|                        | Björn III di Svezia | Erik Anundsson          |          |  |  |       |  |  |                         |  |  |                               |  |
|                        | Björn III di Svezia | Erik Anundsson          |          |  |  |       |  |  |                         |  |  |                               |  |
|                        | Björn III di Svezia | …                       |          |  |  |       |  |  |                         |  |  |                               |  |
| Olof (II) Björnsson    | Björn III di Svezia |                         |          |  |  |       |  |  |                         |  |  |                               |  |
|                        |                     | …                       | …        |  |  |       |  |  |                         |  |  |                               |  |
|                        |                     | …                       | …        |  |  |       |  |  |                         |  |  |                               |  |
|                        |                     | …                       | …        |  |  |       |  |  |                         |  |  |                               |  |
| Gyrid di Svezia        |                     | …                       |          |  |  |       |  |  |                         |  |  |                               |  |
|                        |                     | Thrand di Sula          | …        |  |  |       |  |  |                         |  |  |                               |  |
|                        |                     | Thrand di Sula          | …        |  |  |       |  |  |                         |  |  |                               |  |
|                        |                     | Thrand di Sula          | …        |  |  |       |  |  |                         |  |  |                               |  |
| Ingeborg Thrandsdotter |                     | Thrand di Sula          |          |  |  |       |  |  |                         |  |  |                               |  |
|                        |                     | …                       | …        |  |  |       |  |  |                         |  |  |                               |  |
|                        |                     | …                       | …        |  |  |       |  |  |                         |  |  |                               |  |
|                        |                     | …                       | …        |  |  |       |  |  |                         |  |  |                               |  |
|                        |                     | …                       |          |  |  |       |  |  |                         |  |  |                               |  |